# Terratrèmol del Perú de 1868
El terratrèmol del Perú de 1868 fou un sisme que es va produir a la regió d'Arica, aleshores pertanyent al Perú tot i que en l'actualitat és part de Xile. Amb una magnitud entre 8,5 i 9 en l'Escala de Richter, va ser un dels terratrèmols més destructors de l'època, amb diversos tsunamis associats que van incrementar els danys.

## El sisme
El terratrèmol es va originar el 13 d'agost a una zona de gran activitat tectònica, el límit entre la placa de Nazca i la placa sud-americana, quan la primera d'aquestes dues plaques va desplaçar-se cap a la segona, subduint-se sota el terreny continental. L'encavalcament que es va produir a la frontera va ser la causa del sisme, un fenomen que es repetiria en altres ocasions al mateix punt.
Malgrat la manca de dades en temps reals, s'ha pogut estimar que la magnitud del tremolor superava els 8,5 punts de l'escala de Richter i va durar entre cinc i deu minuts segons les fonts contemporànies. Les rèpliques, que van allargar-se fins al dia 25 d'agost, rondaren les 400, algunes de forta intensitat.
Com que el sisme s'originà al mar, de seguida van iniciar-se els tsunamis. La primera gran onada arribà a la costa 52 minuts després de l'inici del terratrèmol. La més alta assolí els 16 metres d'alçada.

## Conseqüències
El sisme provocà enormes danys i la destrucció gairebé absoluta de la zona d'Arica i regions properes, amb més de 25.000 morts directes, ja sigui pel desplomament d'estructures i canvis en el sòl com per la força de l'aigua dels tsnunamis que colpejaren la costa. Un d'ells va impulsar vaixells fins a 800 m cap a l'interior. Altres tsunamis es van deixar sentir fins al Japó, Nova Zelanda (on els llogarrets de la península de Banks van ser totalment arrasats), Hawaii i Austràlia, així com a diverses illes de l'Oceà Pacífic. La tremolor fou forta al Perú, Xile i arribà fins a Bolívia.

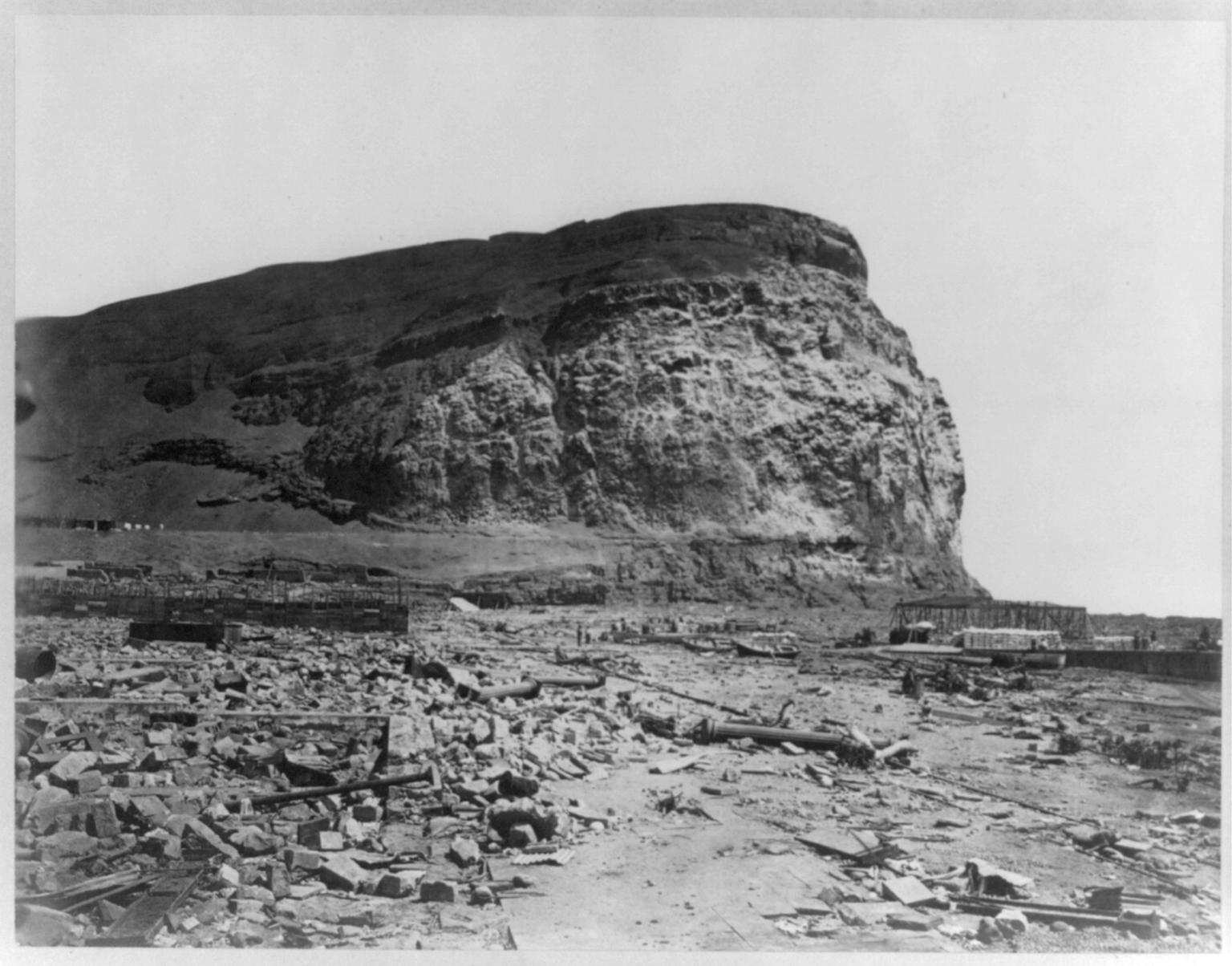
Imatge de la regió d'Arica després del terratrèmol

La ciutat d'Arequipa, una de les més poblades, patí nombrosos desperfectes en cases i monuments. La situació de pànic que es desencadenà després del desastre va afavorir saquejos i la destrucció de més estructures. La ruïna de les collites afectà el preu dels aliments durant tota la temporada. La població d'Arica, la més afectada, perdé el 85% dels seus edificis i al seu port els vaixells patiren envestides del mar que els feren naufragar massivament. La població quedà sense aigua i aliments i aïllada de la resta del país, per tant fins a tres setmanes després no pogueren arribar els primers combois d'ajuda i reconstrucció. Una altra ciutat fortament danyada fou Iquique, on el port pràcticament va desaparèixer. Diverses viles, com Sama o Locumba, van ser esborrades del mapa per la manca d'estructures sòlides que aguantessin el terratrèmol. A la ciutat de Tacna, en canvi, no es van produir moltes víctimes perquè els avisos del que estava passant a altres indrets permeteren que la població fugís en massa cap a llocs més segurs fins que es va aturar el sisme.